# Yan Couto
Yan Bueno Couto (ur. 3 czerwca 2002 w Kurytybie) – brazylijski piłkarz, występujący na pozycji prawego obrońcy w klubie Borussia Dortmund oraz w reprezentacji Brazylii. 

## Sukcesy

### Brazylia U-17
- Mistrzostwa świata U-17: 2019